# Saulius Misevičius
Saulius Misevičius (rusky Саулюс Мисявичус, * 1. února 1955, Panevėžys) je bývalý sovětský a litevský kulturista a trenér, mistr SSSR (1988), mistr Litvy (IFBB; 1992), dvojnásobný mistr Evropy. V letech 1988–1991 studoval v Panevėžyském ústavu tělesné výchovy a sportu. V roce 2006 obdržel titul Zasloužilý trenér Litvy. 